# Sherry Fletcher
Sherry Fletcher (17 de janeiro de 1986) é uma atleta de Granada, especialista em provas de velocidade. Seu melhor tempo pessoal nos 200 metros rasos é 22,67 segundos, marca obtida em junho de 2007 em Sacramento, nos Estados Unidos. Nos 100 metros rasos sua melhor marca é de 11,18 segundos, durante as eliminatórias nos Jogos Pan-americanos de 2007.
Em 2007, ela ganhou a medalha de bronze nos 200 metros dos Jogos Pan-americanos, onde também terminou em quinto nos 100 metros. Em seguida, ela participou no Campeonato Mundial em Osaka, onde alcançou as quartas-de-final nos 100 e as semifinais nos 200 metros. Nos Jogos Olímpicos de 2008 em Pequim, competiu apenas nos 100 metros. Finalizou em quinto lugar na sua bateria com o tempo de 11,65, que não foi suficiente para avançar para a segunda rodada.